# Electrolux
El Grup Electrolux (OMX B ELUX B) és una corporació multinacional sueca amb seu a Estocolm que fabrica electrodomèstics per a l'ús domèstic i professional, venent més de 40 milions de productes a l'any a clients de 150 països. Els productes d'Electrolux inclouen neveres, rentavaixelles, rentadores, aspiradores i cuines venudes sota les marques Electrolux, AEG-Electrolux, Zanussi, Eureka i Frigidaire entre d'altres. El 2011, Electrolux va tenir vendes per valor de 102.000 milions de SEK i 58.000 empleats. Electrolux té 22 fàbriques a Europa i posseeix un 28% del mercat d'electrodomèstics per a la llar. És considerat com el segon major fabricant d'electrodomèstics del món per unitats venudes (després de Whirlpool).

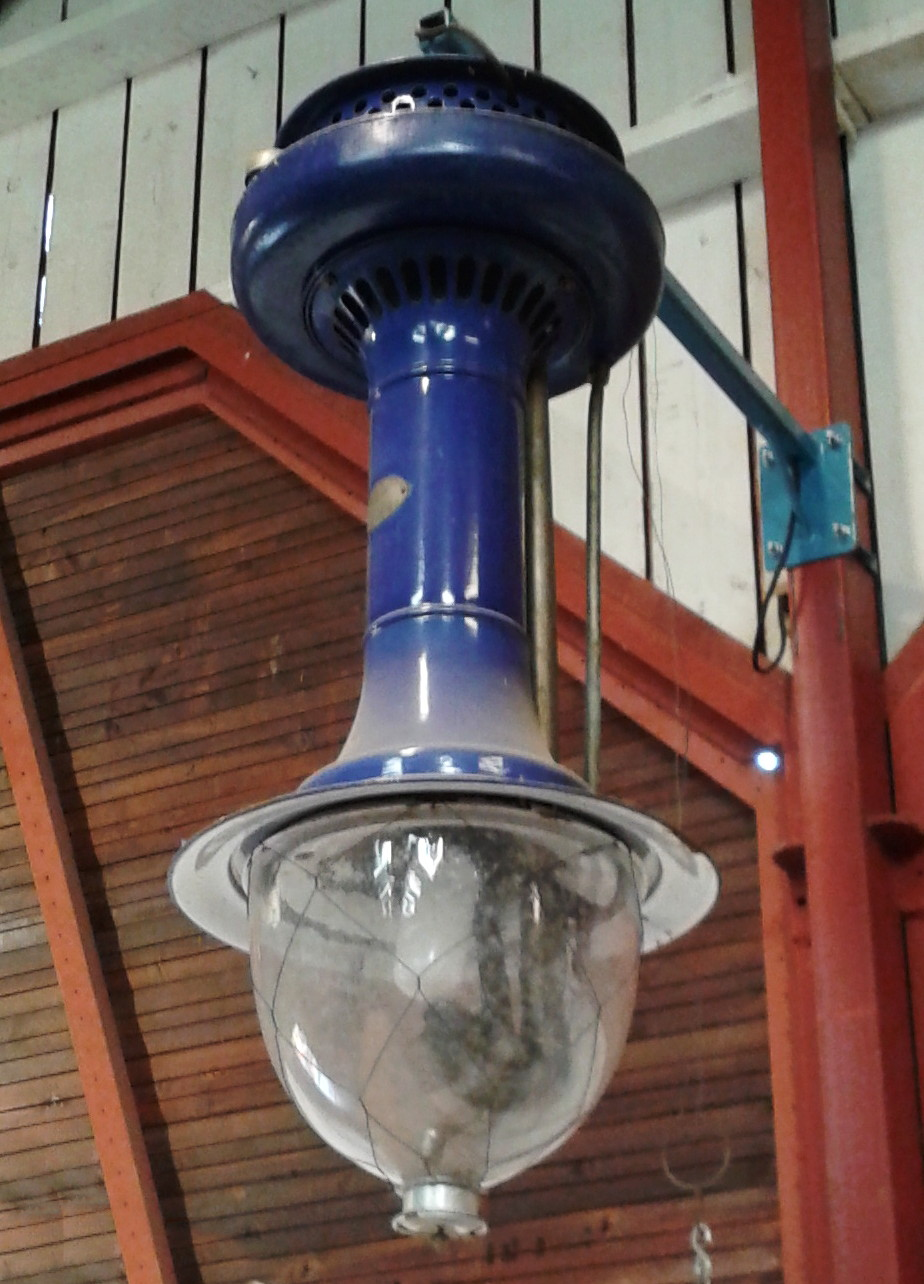
Autoluxlamp, llum de querosè fabricada per Lux.

## Història
En 1901 AB Lux, s'establí a Estocolm i fabricà un llum de querosè per a ús a l'aire lliure, que va tenir un gran èxit de vendes i que també fou utilitzat en fars arreu del món. En 1912 Axel Wenner-Gren va fabricar i distribuir la primera aspiradora a Suècia, alhora que inicia el sistema de vendes porta a porta. En 1919 una adquisició de Svenska Elektron AB, Elektromekaniska AB, esdevé Elektrolux. (la grafia fou canviada a Electrolux en 1957.) Inicialment es dedicà a vendre aspiradores Lux a diversos països europeus. Axel Wenner-Gren n'és designat Gerent General.
En 1923 l'empresa va adquirir AB Arctic i va afegir a la seva línia de productes refrigeradors per absorció. En 1951 començà a comercialitzar rentadores, en 1959 rentaplats, i en 1962 serveis d'equipament de menjar.
L'empresa s'ha expandit regularment amb fusions i adquisicions. Entre 1960 i 1969 Electrolux va comprar nombroses companyies com ElektroHelios, Norwegian Elektra, Danish Atlas, Finnish Slev, i Flymo, destacant-hi la compra el 1988 de l'empresa Corberó i Domas (New Pool), amb seu a Esplugues de Llobregat. En la dècada de 1990 Electrolux va continuar comprant altres companyies incloses, durant un temps, Husqvarna.

## Marques

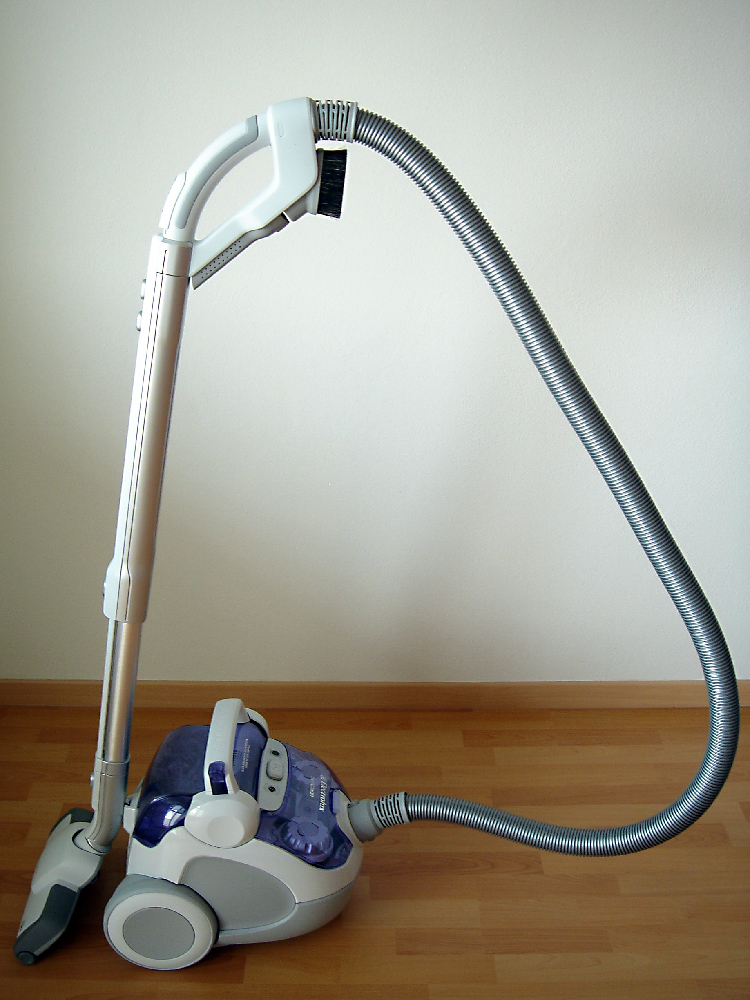
Un filtre d'aspiradora Electrolux

Electrolux ven sota una àmplia varietat de marques comercials a tot el món. La majoria d'elles van ser adquirits a través de fusions i adquisicions i només es venen en un país o àrea geogràfica. La següent és una llista incompleta.
- AEG
- Arthur Martin-Electrolux
- Atlas
- Beam, marca d'aspiradores Electrolux[13]
- Castor
- Chef
- Corberó
- Dishlex, branca d'Austràlia[14]
- Dito, equip professional de procés d'aliments[15]
- Dometic, també usa el logo Electrolux
- Electrolux ICON, marca d'electrodomèstics de consum d'alta qualitat venuda als Estats Units[16]
- Elektro Helios, distribueix al mercat suec[17]
- Electrolux Laundry Systems
- Electrolux Professional
- Eureka, branca d'aspiradores dels Estats Units.[18]